# Шуберт, Альбрехт
Альбрехт Шуберт (нем. Albrecht Schubert, 23 июня 1886, Мариенвердер — 26 ноября 1966, Билефельд) — германский военачальник, генерал пехоты (1940), участник Первой и Второй мировой войн, кавалер Рыцарского креста Железного креста (1941).

## Биография
После завершения кадетского обучения поступил в 1904 году на службу в прусскую армию общегерманских войск в звании фенриха. 27 января 1905 года получил звание лейтенанта, 19 июня 1912 года — обер-лейтенанта. 
Участвовал в Первой мировой войне, 28 ноября 1914 года произведен в капитаны, с 1917 года — офицер Генштаба. Награжден Железными крестами обоих классов. 
После войны — в рейхсвере. В 1926 году получил звание майора, в 1931 году — подполковника, 1 апреля 1933 года — полковника. 1 февраля 1934 года назначен командиром 12-го пехотного полка в Хальберштадте, с 1 апреля 1936 года — генерал-майор, 6 октября 1936 года назначен командиром 12-й пехотной дивизии в Шверине, 1 марта 1938 года произведен в генерал-лейтенанты. 
1 апреля 1938 года назначен командиром 44-й пехотной дивизии в Вене, возглавлял эту дивизию в Польской кампании (1939). 3 октября 1939 года назначен командующим XXIII армейским корпусом, с которым участвовал во Французской кампании (1940), 1 июня 1940 года получил звание генерала пехоты. 
В войне против СССР его XXIII армейский корпус сначала находился в резерве группы армий «Центр», в начале июля 1941 года переброшен в район Полоцка и участвовал в осаде города и дальнейшем наступлении на Невель. 17 сентября 1941 года награжден Рыцарским крестом Железного креста. Позже участвовал в наступлении на Москву. 25 июля 1942 года отстранён от командования и переведен в резерв. 
20 января 1943 года награжден Золотым Немецким крестом. 28 февраля 1943 года назначен командующим XI военным округом в Ганновере, 21 августа 1943 года — командующим XVII военным округом в Вене. 
В апреле 1945 года отказался от командования и переведен в резерв фюрера.